# Ołeksandropil (hromada Brahyniwka)
Ołeksandropil (ukr. Олександропіль) – wieś na Ukrainie, w obwodzie dniepropetrowskim, w rejonie synelnykowskim, w hromadzie Brahyniwka. W 2001 liczyła 668 mieszkańców.